# Chojnowo (województwo lubuskie)
Chojnowo (dawna niem. nazwa Kunow) – wieś w Polsce położona w województwie lubuskim, w powiecie krośnieńskim, w gminie Bobrowice.
W latach 1975–1998 miejscowość administracyjnie należała do województwa zielonogórskiego.